# 몰도바의 재외공관 목록

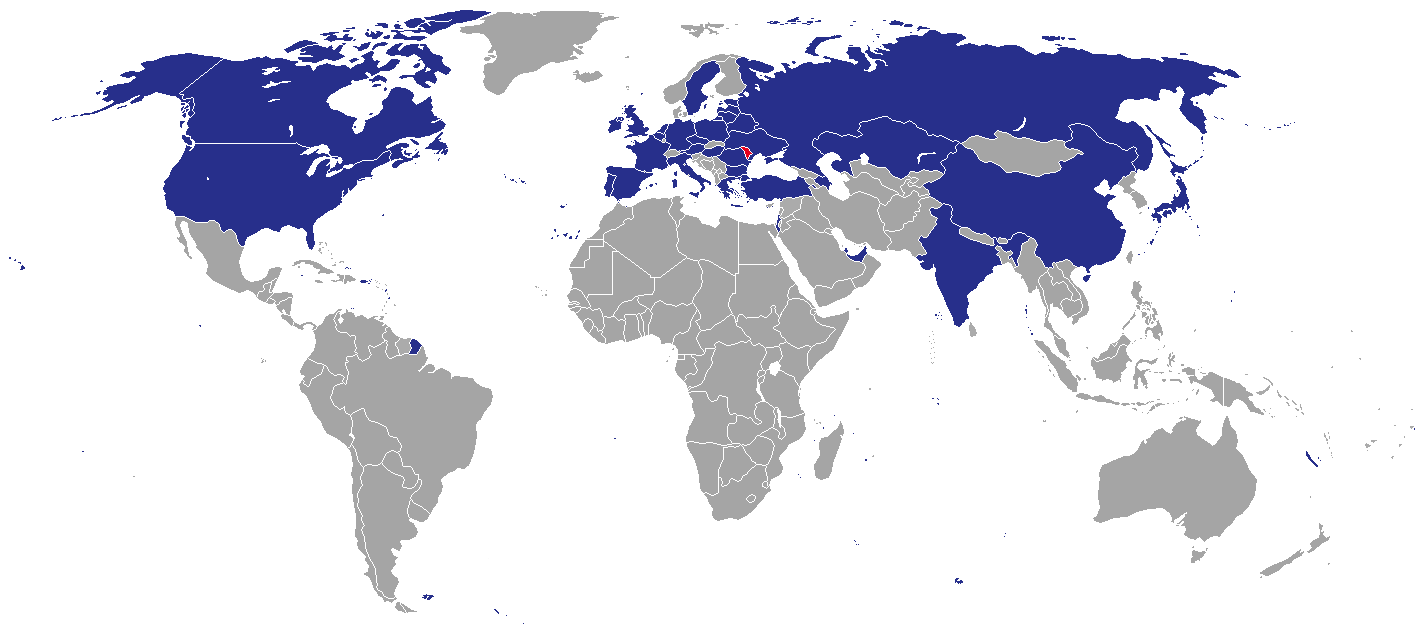
각국에 설치된 몰도바의 재외공관 목록

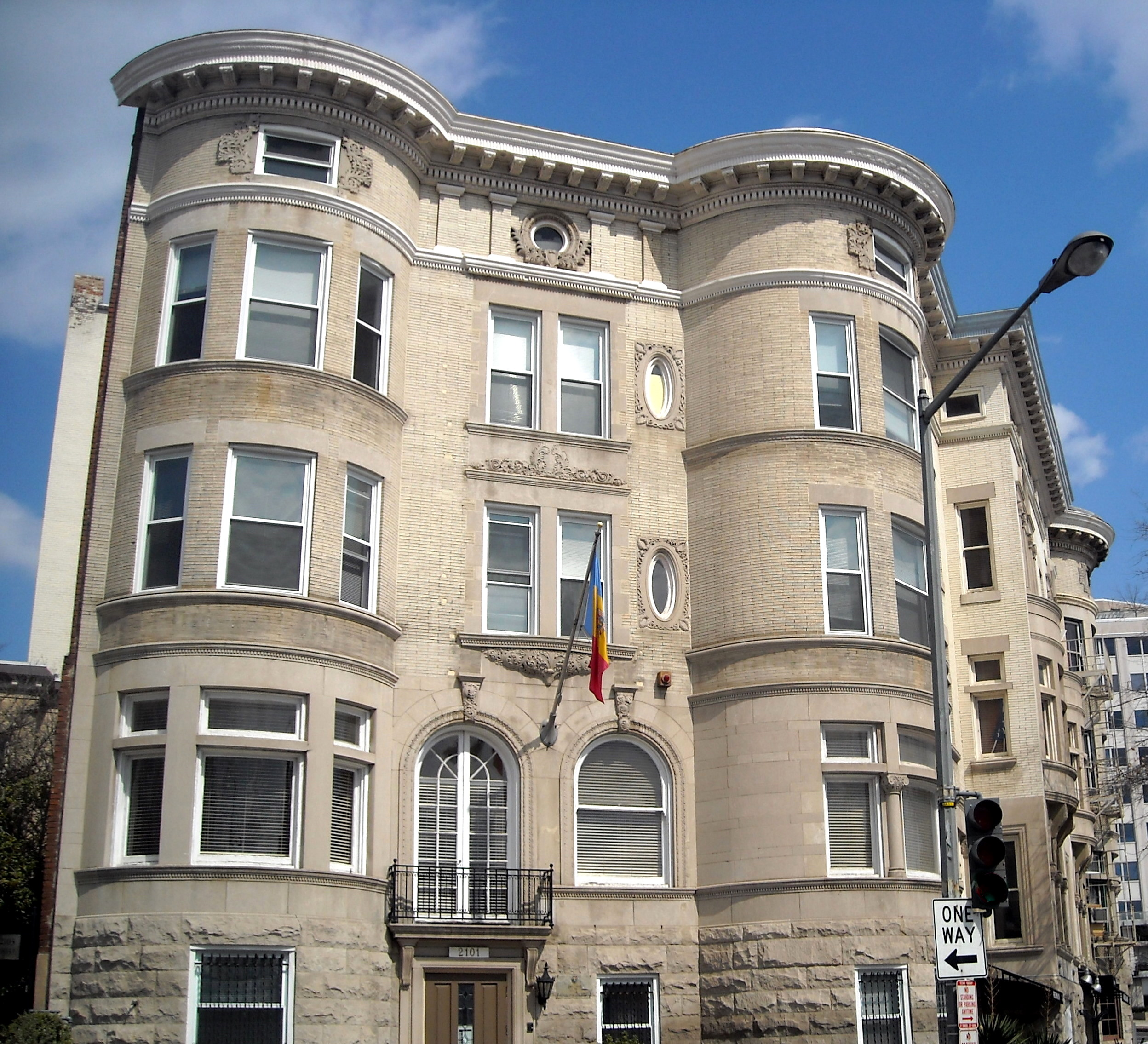
워싱턴 D.C. 주재 몰도바 대사관

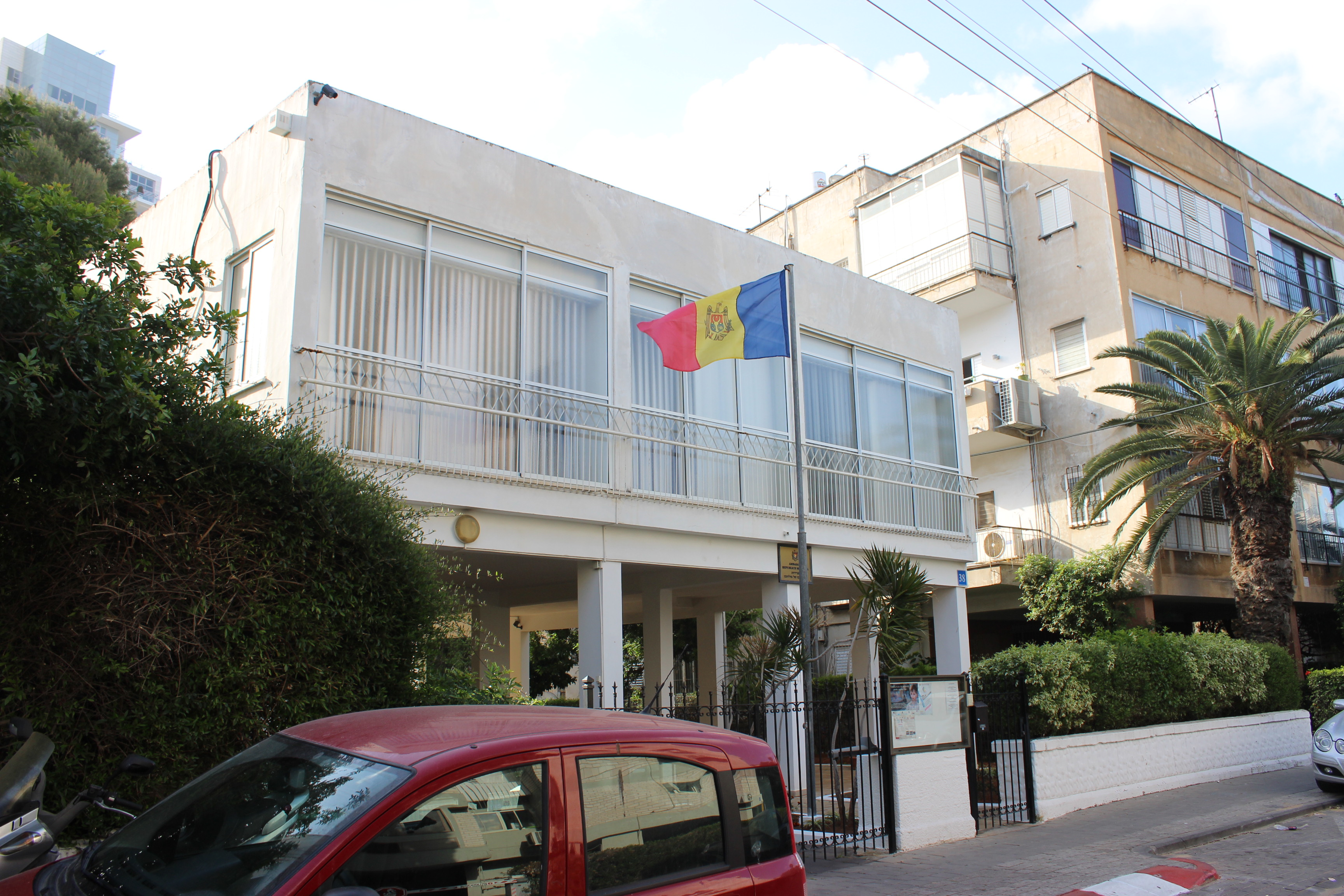
텔아비브 주재 몰도바 대사관

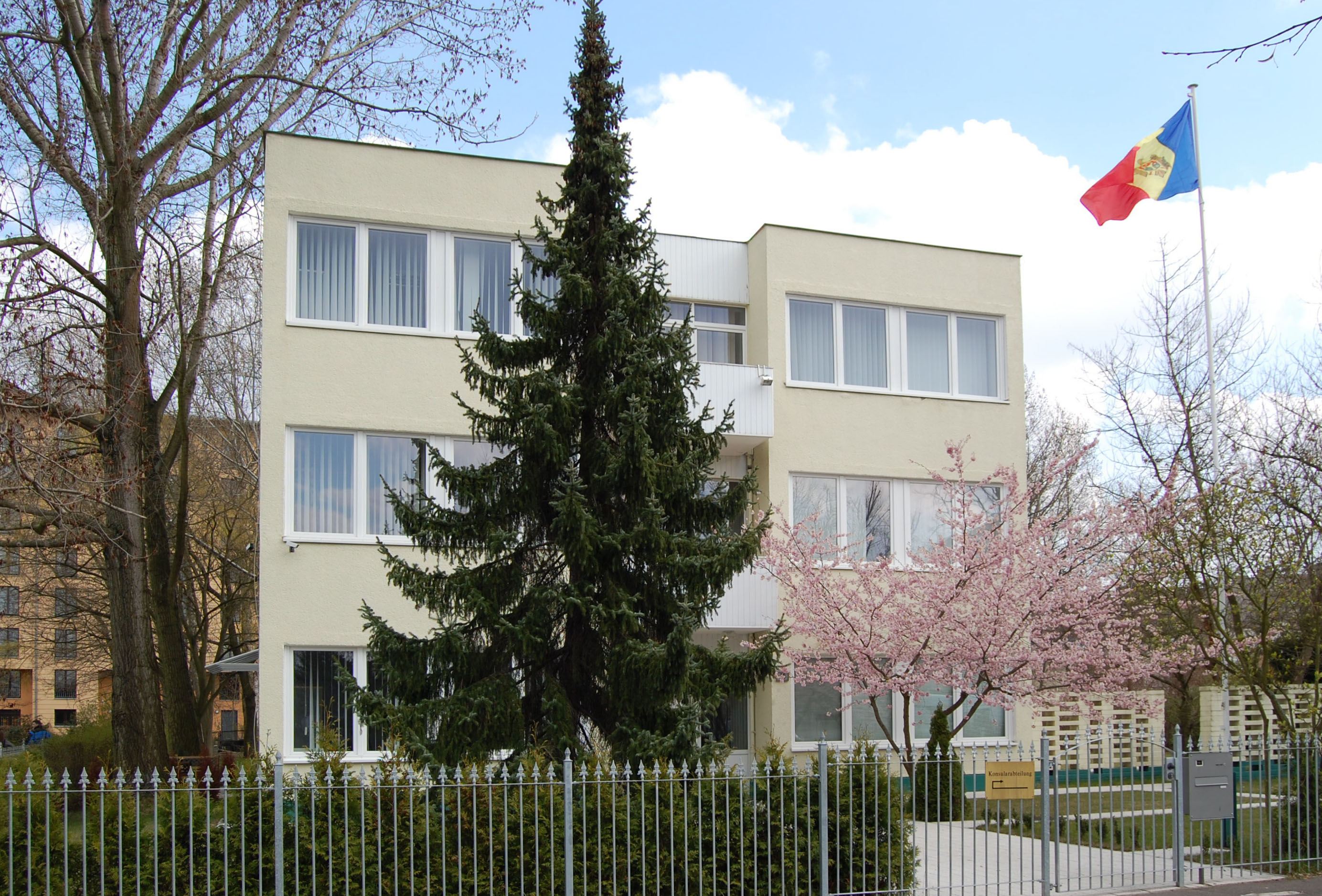
베를린 주재 몰도바 대사관

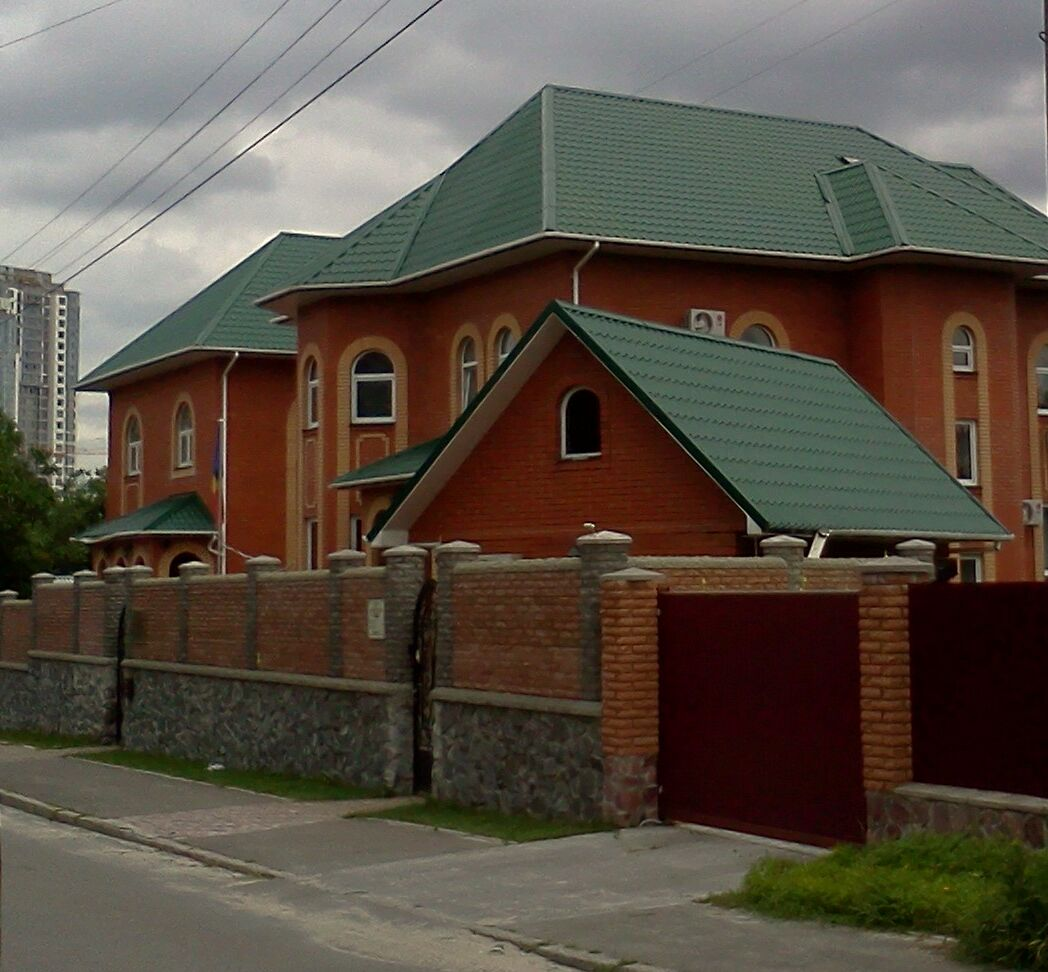
키예프 주재 몰도바 대사관

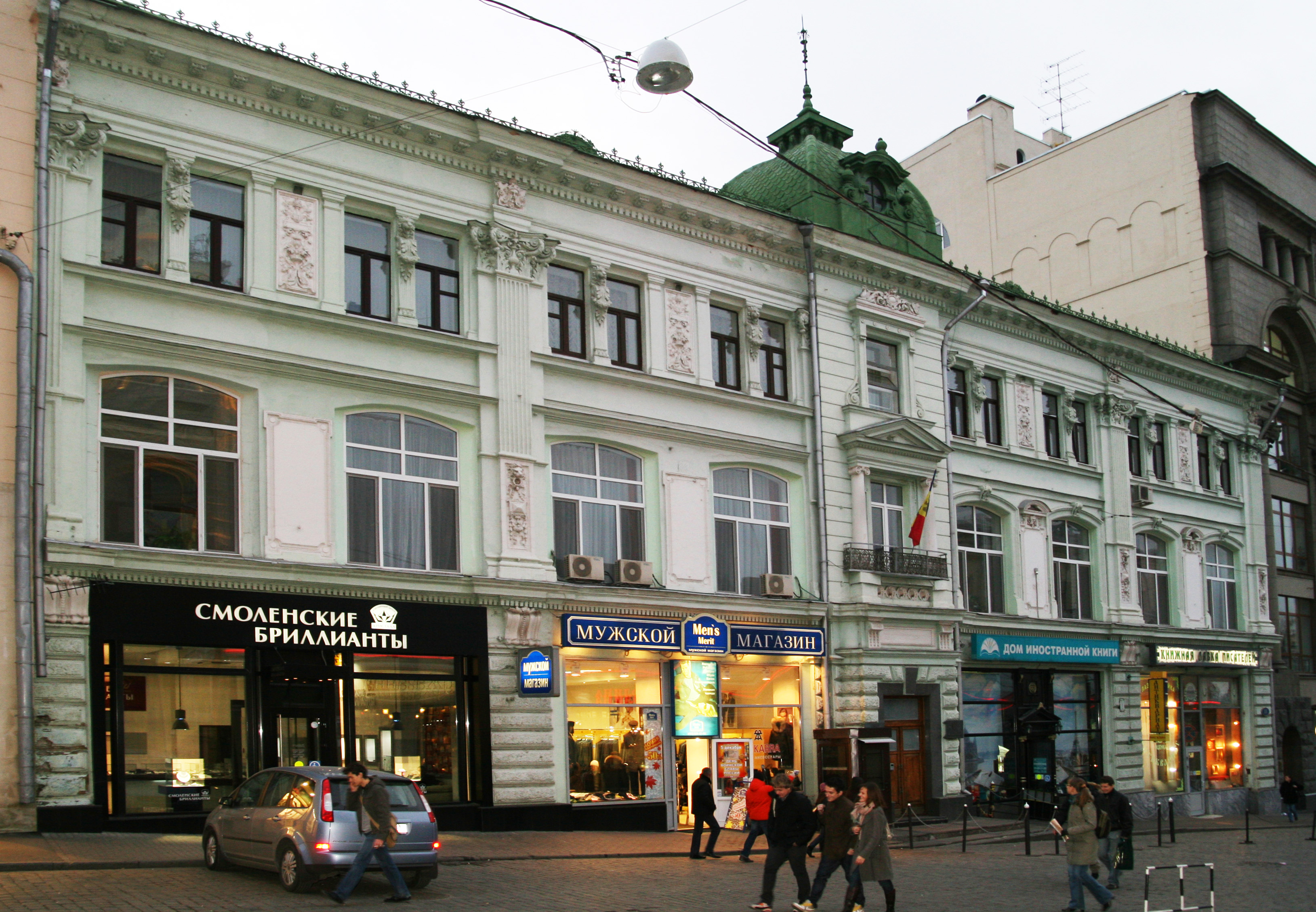
모스크바 주재 몰도바 대사관

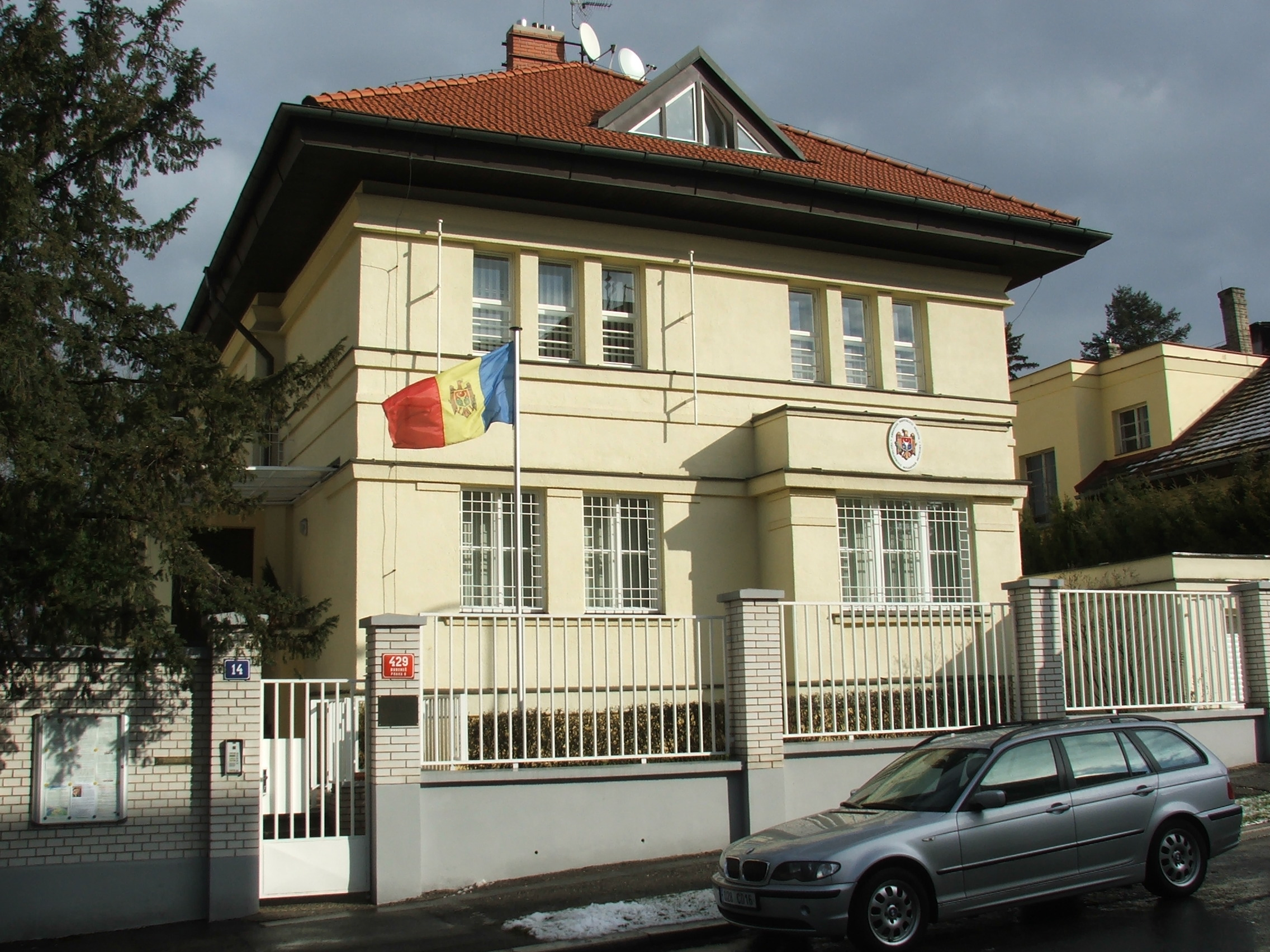
프라하 주재 몰도바 대사관

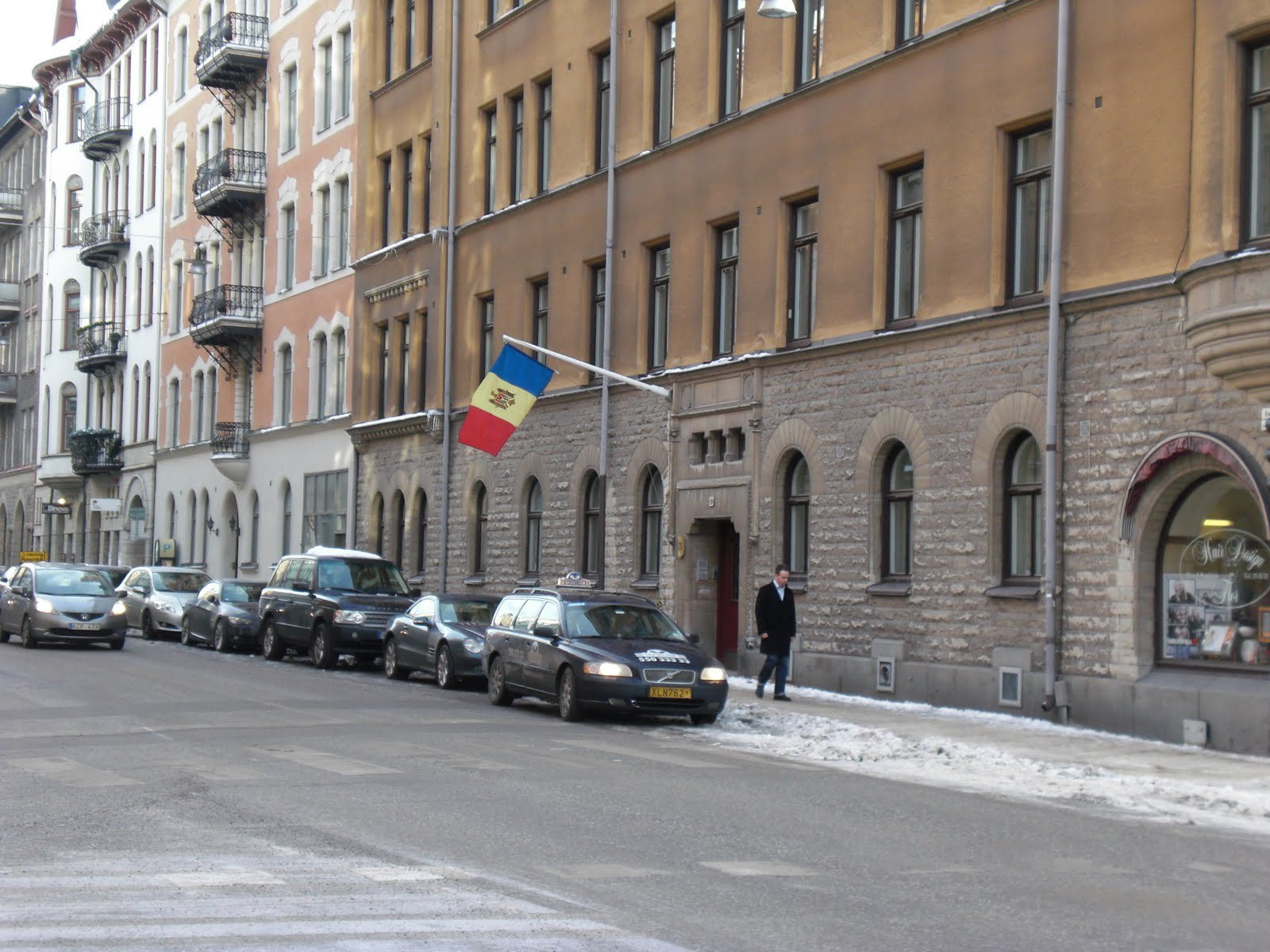
스톡홀름 주재 몰도바 대사관

아래는 몰도바의 재외공관 목록이다.

## 아메리카
- 미국: 워싱턴 D.C. (대사관)
- 캐나다: 오타와 (대사관)

## 아시아
- 아제르바이잔: 바쿠 (대사관)
- 이스라엘: 텔아비브 (대사관)
- 중화인민공화국: 베이징시 (대사관)
- 카타르: 도하 (대사관)
- 튀르키예: 앙카라 (대사관), 이스탄불 (총영사관)

## 유럽
- 그리스: 아테네 (대사관)
- 네덜란드: 헤이그 (대사관)
- 독일: 베를린 (대사관), 프랑크푸르트암마인 (총영사관)
- 라트비아: 리가 (대사관)
- 러시아: 모스크바 (대사관)
- 루마니아: 부쿠레슈티 (대사관), 이아시 (총영사관)
- 리투아니아: 빌뉴스 (대사관)
- 벨기에: 브뤼셀 (대사관)
- 벨라루스: 민스크 (대사관)
- 불가리아: 소피아 (대사관)
- 스웨덴: 스톡홀름 (대사관)
- 스페인: 마드리드 (대사관)
- 에스토니아: 탈린 (대사관)
- 영국: 런던 (대사관)
- 오스트리아: 빈 (대사관)
- 우크라이나: 키이우 (대사관), 오데사 (총영사관)
- 이탈리아: 로마 (대사관), 볼로냐 (총영사관)
- 체코: 프라하 (대사관)
- 포르투갈: 리스본 (대사관)
- 폴란드: 바르샤바 (대사관)
- 프랑스: 파리 (대사관)
- 헝가리: 부다페스트 (대사관)

## 대표부
- 유럽 안보 협력 기구 몰도바 정부 대표부: 빈
- EU 몰도바 정부 대표부: 브뤼셀
- 유엔 몰도바 정부 대표부: 뉴욕
- 제네바의 경우: 각 소재의 일반적인 몰도바 대표부들이 상주하고 있음
- 유럽 평의회 몰도바 정부 대표부: 스트라스부르

## 같이 보기
- 몰도바 주재 외국공관 목록